# Deerpark
Deerpark – miasto w Stanach Zjednoczonych, w stanie Nowy Jork, w hrabstwie Orange.